# مونودناویریا
مونودناویریا (نام علمی: Monodnaviria) یک دامنهٔ ویروسی شامل تمامی ویروس‌های دارای دی‌ان‌ای تک‌رشته‌ای است که رمزگذاری یک اندونوکلئاز از خانوادهٔ HUH را انجام می‌دهند. بیشتر دی‌ان‌ای ویروس‌های تک‌رشته‌ای در این دامنه طبقه‌بندی شده‌اند.
این دامنه در سال ۲۰۱۹ تأسیس شد و خود شامل چهار قلمروی ویروسی Loebvirae ,Sangervirae Trapavirae و Shotokuvirae است. ویروس‌های سه قلمروی اول، پروکاریوت‌ها را آلوده می‌کنند و ویروس‌های موجود در Shotokuvirae ، یوکاریوت‌ها را آلوده می‌کنند.